# Naissance en 1328
Naissance
- 1324
- 1325
- 1326
- 1327
- 1328
- 1329
- 1330
- 1331
- 1332

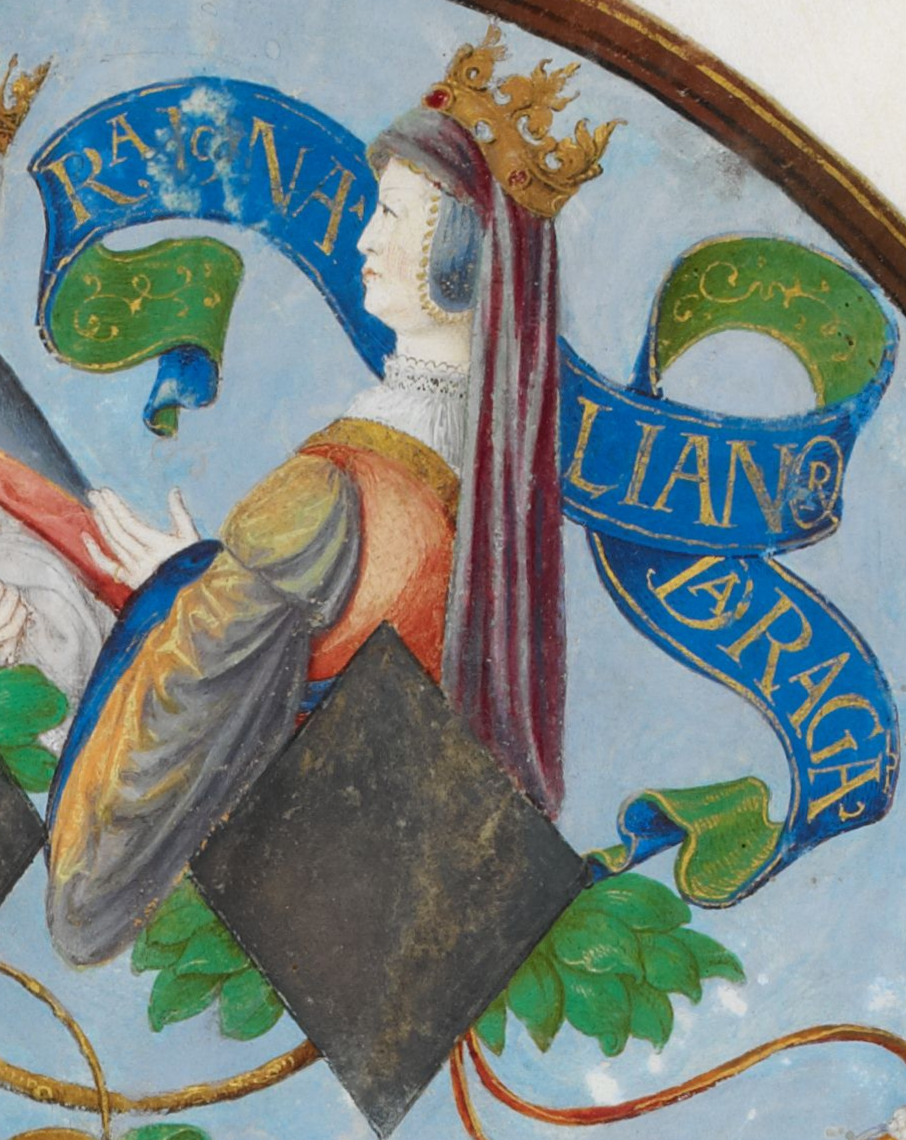
Éléonore de Portugal, né en 1328.

Cette page dresse une liste de personnalités nées au cours de l'année 1328 :
- 1er avril : Blanche de France, fille du roi de France Charles IV.
- 25 juin : William Montagu, 2e comte de Salisbury, fut un noble anglais, commandant de l'armée anglaise durant les campagnes en France du roi Édouard III d'Angleterre lors de la guerre de Cent Ans.
- 21 septembre : Hongwu, empereur fondateur de la dynastie Ming
- 29 septembre : Jeanne de Kent, princesse anglaise, suo jure comtesse de Kent et baronne Wake de Liddell.
- 9 octobre : Pierre Ier de Chypre, roi de Chypre.
- 11 novembre : Roger Mortimer, 2e comte de March, important noble anglais et un commandant militaire durant la guerre de Cent Ans.
- 6 décembre : Marie de Calabre, ou Marie de Naples, Marie d'Anjou ou Marie de Duras, duchesse consort de Durrës ainsi qu'une princesse de Naples.

- Charles d'Artois, comte de Longueville et de Pézenas.
- Magnus II de Brunswick-Lunebourg, prince de Brunswick-Wolfenbüttel et de Lunebourg.
- Go-Murakami, 97e empereur du Japon.
- Éléonore de Portugal, reine d'Aragon.
- Kyawswa II, quatrième souverain du Royaume de Pinya, dans le centre de la Birmanie (République de l'Union du Myanmar).
- Jehan Pastoret, avocat du roi au Parlement de Paris sous le règne de Charles V et membre de la régence de Charles VI.

date incertaine (vers 1328)
- Henri Eger de Calcar, ou Heinrich Eger von Kalkar, moine chartreux allemand, théologien catholique et théoricien du choral.

## Crédit d'auteurs
- Cet article est partiellement ou en totalité issu de l'article intitulé « 1328 » (voir la liste des auteurs).